# Adept (banda)
Adept es una banda sueca de metalcore fundado en 2004, la banda está compuesta por el vocalista Robert Ljung, el guitarrista Jerry Repo, el bajista Filip Brandelius, el baterista Gabriel Hellmark y el guitarrista Gustav Lithammer.

## Historia

### Formación y lanzamiento del EP
Adept fue fundada en 2004 y se compone de Robert Ljung (voz), Jerry Repo (guitarra), Gustav Lithammer (guitarra), Filip Brandelius (bajo) y Gabriel Hellmark (batería). En su primer año, se auto-lanzaron su primer demo, Hopeless Illusions. Esto fue seguido un año después por su primer EP, When the Sun Gave Up the Sky también auto-lanzado, y de nuevo en 2006 por otro EP, The Rose Will Decay. La banda pronto ganó protagonismo y fue firmado por el sello discográfico Panic & Action.

### Panic & Action y próximos álbumes de estudio
El 4 de febrero de 2009, Adept lanzó su primer álbum de larga duración, Another Year of Disaster. En 2010, la banda realizó una gira en Alemania con la banda Her Bright Skies (también firmó con Panic & Action), tocando en seis sedes: Hamburgo, Berlín, Osnabrück, Múnich, Stuttgart y Colonia En agosto de 2010, la banda comenzó a trabajar en un seguimiento de Another Year of Disaster. Trabajaron con Fredrik Nordström, un productor de música que había trabajado previamente con bandas muy conocidas, tales como In Flames, Bring Me the Horizon y At the Gates.

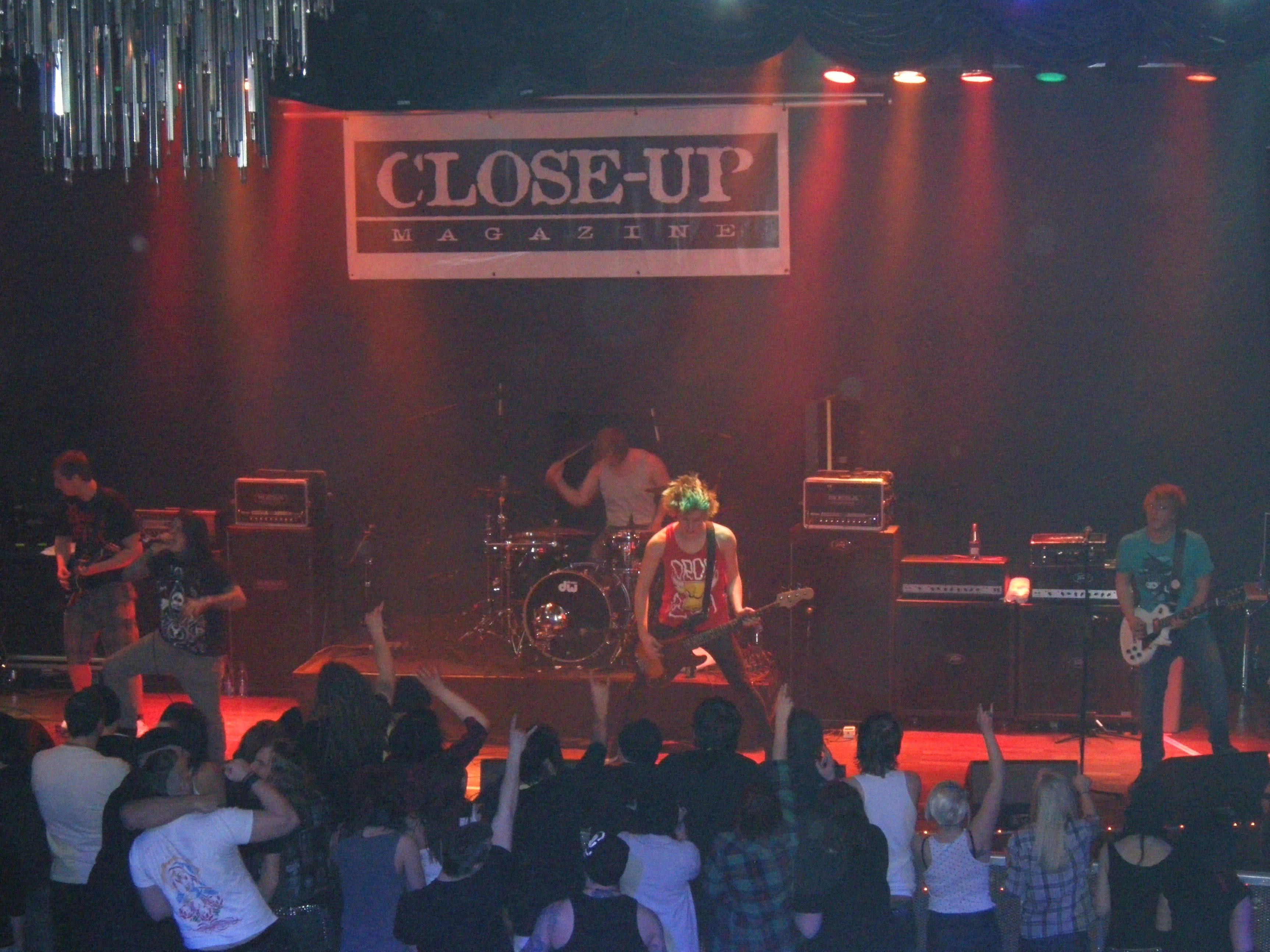
Adept en concierto, 2011.

El 11 de marzo de 2011, lanzaron su segundo álbum Death Dealers, que vio su sonido cambiando de post-hardcore hacia metalcore. Recorrieron Europa por primera vez ese mismo año, a partir de Suecia y de pasar por Francia, Rusia, Finlandia, Noruega, República Checa, Dinamarca, Hungría e Italia. En mayo tocaron algunos shows en Alemania, como parte de su gira, el apoyo a As Blood Runs Black, Caliban y For Today, y también planea tocar algunos shows en Austria y apareció teloneando con un acto de apertura de August Burns Red. La banda lanzó su tercer y último álbum de estudio, Silence the World a finales de 2013, y apoyado por una vez de emprender una gira por Europa.
El 14 de noviembre de 2014 Adept anunció que su próximo álbum será lanzado en 2015 a través de su página de Facebook al mismo tiempo que confirma su aparición en el Impericon's Festivals de ese año, que será de gira por Europa entre abril y mayo.

## Miembros

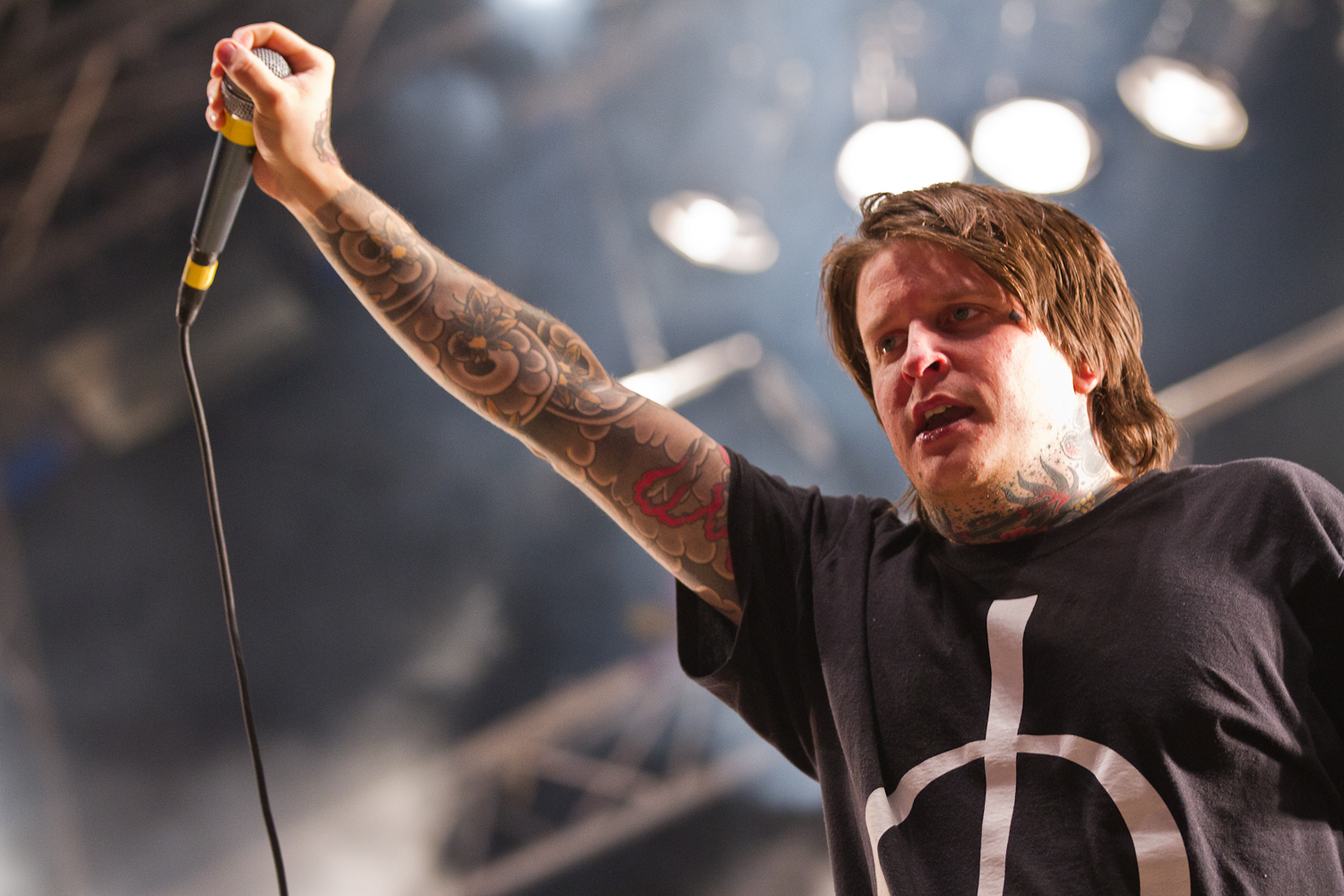
Robert Ljung fundador y actual vocalista, en Mair1 Open Air 2013.

| Miembros actuales - Robert Ljung – voz - Gustav Lithammer – guitarra - Gabriel Hellmark – batería - Jerry Repo – guitarra - Filip Brandelius – bajo | Antiguos miembros - Jacob Papinniemi – guitarra - Tobias Ottoson – bajo - Andrew Brierly Chramer – guitarra - Andreas Carlsson – bajo |

## Discografía
Álbumes de estudio
- 2009 – Another Year of Disaster
- 2011 – Death Dealers
- 2013 – Silence the World
- 2015 – Sleepless

EP
- 2004 – Hopeless Illusions
- 2005 – When the Sun Gave Up the Sky
- 2006 – The Rose Will Decay

## Videoclips
| Fecha | Nombre                                               | Álbum                    |
| ----- | ---------------------------------------------------- | ------------------------ |
| 2009  | At Least Give Me My Dreams Back, You Negligent Whore | Another Year of Disaster |
| 2009  | Sound the Alarm                                      | Another Year of Disaster |
| 2009  | Shark! Shark! Shark!                                 | Another Year of Disaster |
| 2011  | The Ivory Tower                                      | Death Dealers            |
| 2013  | Secrets                                              | Silence the World        |
| 2013  | The Toughest Kids                                    | Silence the World        |
| 2015  | Dark Clouds                                          | Sleepless                |